# 香果新木姜子
香果新木姜子（学名：Neolitsea ellipsoidea）为樟科新木姜子属下的一个种。